# Sigrid Zeevaert
Sigrid Zeevaert (* 30. Januar 1960 in Aachen) ist eine deutsche Kinderbuchautorin.

## Leben
Zeevaert begann während ihres Lehramtsstudiums mit dem Schreiben und widmete sich dem bald ganz. Neben Kurzgeschichten und Hörfunkbeiträgen entstanden dabei vor allem zahlreiche Kinder- und Jugendbücher, die vielfach übersetzt und ausgezeichnet wurden. Eins ihrer Bücher wurde für das ZDF verfilmt. Sie schrieb unter anderem das Buch Weiberkram?.
Sigrid Zeevaert lebt mit ihrem Mann und ihren drei Kindern in Aachen.

## Werke

### Bücher
„Max, mein Bruder“, Arena-Verlag, Würzburg, 1986 (Schroedel, Braunschweig, 2012; Arena Verlag, Würzburg, 2014)
„Lu und die Lackschuh-Lilli“, Arena-Verlag, Würzburg, 1987
„Laura“, Arena-Verlag, Würzburg, 1988
„Und ganz besonders Fabian“, Arena-Verlag, Würzburg, 1989
„Mach ́s gut, Nick“, Arena-Verlag, Würzburg, 1990
„Sigrid Zeevaert erzählt von den Walen“, Verlag Friedrich Oetinger, Hamburg, 1991
„Sam und Bill“, Dressler-Verlag, 1993
„Die unschlagbaren fünf“, Arena-Verlag, 1994
„Flaschenpost für Olle Pfitzmann“, Dressler Verlag, Hamburg, 1995 (DTV, München, 2001)
„Wo geht ́s hier nach Amerika?“, Arena-Verlag, Würzburg, 1996
„Heute Abend ist was los und andere Gutenacht-Geschichten“, Arena-Verlag, Würzburg, 1996
„Schön und traurig und alles zugleich“, Verlag Beltz u. Gelberg, Weinheim, 1996
„Mattis Oma-Sommer“, Dressler-Verlag, Hamburg, 1997
„Alles streng geheim und andere Adventsgeschichten“, Arena-Verlag, Würzburg, 1997
„Ein Meer voller Sterne“, Dressler-Verlag, Hamburg, 1998 (Verlag Razamba, Boppard, 2009)
„Mehr als ein Spiel“, Dressler-Verlag, Hamburg, 1999, (DTV, München, 2002)
„Und das alles wegen Hannah“, Dressler-Verlag, Hamburg 2000, (DTV, München, 2005)
„Weiberkram?“, Dressler-Verlag Hamburg, 2001, (DTV, München, 2006; Hase und Igel Verlag, Garching, 2011)
„Mit & ohne Hotte“, Thienemann-Verlag, Stuttgart, 2004
„Mia Minzmanns Mäusezucht“, Gerstenberg-Verlag, Hildesheim, 2004
„Keine Angst vor frechen Mädchen“, Thienemann-Verlag, Stuttgart, 2004
„Geheim, geheim“, Thienemann-Verlag, Stuttgart, 2005
„Winterwolf“, Gerstenberg-Verlag, Hildesheim, 2005
„Prinz Leo“, Thienemann-Verlag, Stuttgart, 2006
„Jan und Josh oder wie man Regenwürmer zähmt“, Gerstenberg-Verlag, Hildesheim, 2008 (Neuveröffentlichung als „Josh ist mein Freund“, Verlag Beltz & Gelberg, Weinheim, 2010; aktualisierte Ausgabe, Hase und Igel Verlag, München, 2019)
„Wer ich bin“, Thienemann-Verlag, Stuttgart, 2009 (Verlag Razamba, Boppard, 2014)
„Prinz Ben und Tina Rosina“, Mainz-Verlag, Aachen, 2009
„Tage und Nächte“, Thienemann-Verlag, Stuttgart, 2010
„Oskars geheimer Ferienplan“, Gerstenberg Verlag, Hildesheim, 2011
„Liebe, liebe Fanni“, Gerstenberg Verlag, Hildesheim, 2013 (Verlag Razamba, Boppard, 2020)
„Gehen, immer weiter“, Thienemann Verlag, Stuttgart, 2015
„Annabel und Anton“, Gerstenberg Verlag, Hildesheim, 2015
„Emma ist eben doch ein Glückskind“, Thienemann Verlag, Stuttgart, 2017 (Neuveröffentlichung als „Emma und Paul“, Hase und Igel Verlag, München, 2022)
„Als Nino fast in den Zirkuswagen zog“, Gerstenberg Verlag, Hildesheim, 2018
„Mika, Tony und Jack“, Tulipan Verlag, München, 2021
„Greta“, Tulipan Verlag, München, 2023

### Beiträge in Anthologien
„Ein geheimer Karton“, in: „Wenn Sonntag ist“, Loewe Verlag, Bindlach, 2016
„Die Prinzessin und der Prinz“, „Nachmittagsfreunde“, in: „100 und eine Geschichte zum Vorlesen“, Thienemann-Verlag, Stuttgart, 2006
„Spuren im Schnee“, In: „Das große Adventskalenderbuch“, hrsg. von Hannelore Westhoff, Hanser  bei dtv: München, 2003
„Der Sommer fängt an“, in: „Sommerfantasie“. Hrsg. von U.-M. Gutzschhahn, Hanser bei dtv: München, 2003
„Stille Nacht“, in: „Es kratzt ganz leis an meiner Tür“. Hrsg. von H. Westhoff, Hanser bei dtv: München, 2001
„Alina, Alina“. In: „Alles Liebe und so weiter“. Hrsg. von S. Bartholl, Beltz & Gelberg, 1998
„Dieses ganze Durcheinander im Kopf“. In: „Herzklopfen, Herzflattern“. Hrsg. von H. Westhoff, Ravensburger : Ravensburg, 1998
„Rollschuhe, Wassereis und Zwerge im Schnee“. In: „Früher war auch einmal heute“. Hrsg. von R. Engelmann, Arena, Würzburg, 1995
„Frühlingstage“. In: „Tatort Klassenzimmer“. Hrsg. von R. Engelmann, Arena, Würzburg, 1994
„Der spanische Hund“. In: „Das große Buch der Feriengeschichten“. Hrsg. von H. Westhoff. Ravensburger: Ravensburg 1992
„Göteborg“. In: „Die schönsten Freundschaftsgeschichten“. Hrsg. von H. Westhoff, Ravensburger: Ravensburg, 1987

### Artikel in Fachzeitschriften
„Literarisches Schreiben – Überlegungen einer Kinderbuchautorin“. In: „Praxis Deutsch“, 134, Friedrich Verlag Seelze, November, 1995

## Auszeichnungen
- 1986: Förderpreis des Landes Nordrhein-Westfalen für Literatur
- 1990: Kalbacher Klapperschlange (für Und ganz besonders Fabian)
- 1998: La vache qui lit (Zürcher Kinderbuchpreis für Ein Meer voller Sterne)
- 1998: Die besten 7 für junge Leser (für Ein Meer voller Sterne)
- 2005: Kinderbuchpreis des Landes Nordrhein-Westfalen (für Mia Minzmanns Mäusezucht)
- 2006: Friedrich-Bödecker-Preis